# Кринички (Верхнеднепровский район)
Кринички (укр. Кринички) — село,
Дмитровский сельский совет,
Верхнеднепровский район,
Днепропетровская область,
Украина.
Код КОАТУУ — 1221084104. Население по переписи 2024 года составляло 342 человек.

## Географическое положение
Село Кринички примыкает к городу Вольногорск и селу Посуньки.
По селу протекает пересыхающий ручей с запрудой.